# Anna (film, 1970)
Anna är en finländsk-svensk dramafilm från 1970 i regi av Jörn Donner och med manus av Donner och Eija-Elina Bergholm. I rollerna ses bland andra Harriet Andersson, Pertti Melasniemi och Marja Packalén.

## Om filmen
Inspelningen ägde rum mellan 20 juni och 5 augusti 1970 i Finland med Arno Carlstedt som producent och Heikki Katajisto som fotograf. Claes af Geijerstam komponerade originalmusik till filmen och i övrigt användes sången "The Washington Post" av John Philip Sousa. Filmen klipptes av Erkki Seiro och premiärvisades 23 oktober 1970 på biograferna Axa, Boston och Tuulensuu i Helsingfors. Sverigepremiär fick den 28 juni 1971.

## Handling
Den frånskilda narkosläkaren Anna är på väg till sin skärgårdsö tillsammans med sin dotter och hembiträdet Helena. Resan präglas av konflikter mellan Anna och Helena som inte drar jämnt som en följd av att de inte trivs med sig själva. Anna förälskar sig i en man på ön, men är hennes kärlek besvarad?

## Rollista
- Harriet Andersson	– Anna Kivi, narkosläkare
- Pertti Melasniemi – Veikko Koivu
- Marja Packalén – Helena, Annas hembiträde
- Tapio Rautavaara – Kalle Koivu, före detta riksdagsledamot, Veikkos far
- Ulf Törnroth – Arvo
- Tapani Perttu	– Annas läkarkollega
- Maarit Hyttinen – Liisa Kivi, Annas dotter
- Karin Thomasson – sjuksköterska
- Olli Meurman – kirurg
- Paavo Laaksonen – Koivisto, fiskare
- Oili Siitanen	– sjuksköterska
- Marja-Liisa Moisander	– sjuksköterska

### Fotnoter
1. 1 2 3  ”Anna”. Svensk Filmdatabas. http://sfi.se/sv/svensk-filmdatabas/Item/?itemid=4871&type=MOVIE&iv=Basic&ref=/templates/SwedishFilmSearchResult.aspx?id%3d1225%26epslanguage%3dsv%26searchword%3danna%26type%3dMovieTitle%26match%3dIdentical%26page%3d1%26prom%3dFalse. Läst 26 april 2013.